# Aspecte físic i personalitat de Wolfgang Amadeus Mozart

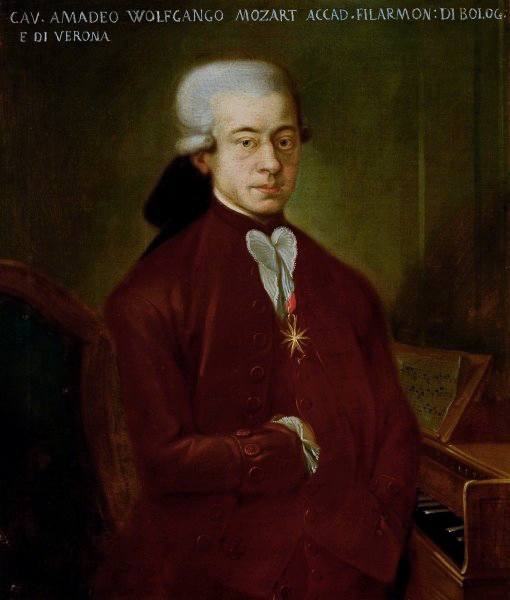
L'anomenat Mozart de Bolonya, una còpia realitzada el 1777 a Salzburg (Àustria) per un autor desconegut, a partir d'un retrat original. Fou una comanda per a la galeria de compositors de Giovanni Battista Martini, a Bolonya (Itàlia).

L' aspecte físic i la personalitat de Wolfgang Amadeus Mozart actualment són objecte de molts estudis. El fet que no s'hagin pogut exhumar les restes de Mozart, ja que es desconeix el punt exacte en el qual es localitza la tomba comunitària en què va ser enterrat, ni es conservin màscares o motlles mortuoris, confereix un cert grau d'incertesa sobre l'aparença física del compositor. Encara que existeix un suposat crani de Mozart, la seva autenticitat, més que qüestionable, no s'ha pogut verificar. Aquest crani ha estat sotmès a diverses proves d'ADN, comparant-ho amb els de les seves suposades neboda i àvia materna, però no només van trobar que l'ADN del primer no coincidia amb els dels seus dos familiars, sinó que els de elles tampoc concordaven entre si. Així mateix, s'ha preservat un presumpte floc del seu cabell, també de dubtosa legitimitat. No obstant això, existeixen fonts i referències fidedignes pel que fa tant al seu aspecte i indumentària com a la seva personalitat. Aquesta informació es concreta en obres plàstiques, descripcions i testimoniatges de l'època, que permeten fer-se una idea més o menys encertada de com era Mozart física i psicològicament.
Amb relació a la seva roba i als efectes personals, estudis més recents que s'han basat en diversos documents com l'Ordre de Suspensió redactada després de la seva mort o el registre dels rebuts de compra de vestits, han contribuït molt a aclarir els gustos de Mozart pel que fa a la roba.
Amb relació a la seva personalitat, el seu coneixement es basa, fonamentalment, en les descripcions que s'han conservat dels seus contemporanis, així com en l'anàlisi de l'àmplia correspondència personal del mateix compositor.

## Aspecte físic

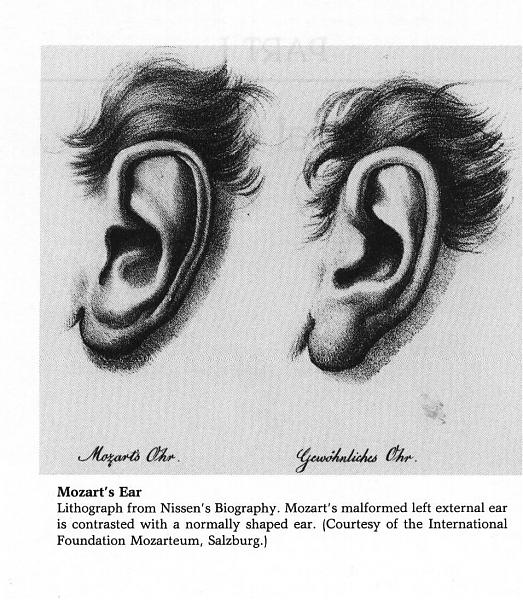
Representació de l'orella esquerra de Mozart (esquerra) i d'una orella normal (dreta), que apareix en la biografia que va realitzar del compositor el segon marit de la vídua de Mozart, Georg Nikolaus von Nissen.

Com va escriure Franz Xaver Niemetschek, un dels seus primers biògrafs, «no hi havia res d'especial en [el seu] físic. […] Era petit i la seva aparença, excepte els seus ulls grans i intensos, no mostrava cap signe del seu geni».
Mozart va ser descrit pel tenor Michael Kelly, actor i cantant irlandès de l'Òpera de Viena, en la seva obra Reminiscences. Aquesta aporta una de les descripcions més valuoses i completes de la figura de Mozart:
 
Entretenia a les visites interpretant fantasies i capricis en el piano. La seva sensibilitat, el seu sentiment, la rapidesa dels dits i, sobretot, l'agilitat i la potència de la mà esquerra, em deixaven absort. Després de l'esplèndida execució, ens assèiem a taula per sopar, i jo tenia l'honor d'asseure'm entre ell i la seva dona. Després del sopar, si l'ocasió era propícia i hi havia més convidats, marxaven tots cap al ball, i Mozart s'hi unia amb gran entusiasme. Físicament, era un home de complexió petita, molt prim i de pàl·lid rostre, amb abundant cabell, encara que una mica fi i clar, del qual estava, per cert, molt orgullós. Recordo que un cop em va convidar a casa seva i vaig estar molt de temps allà, on sempre vaig ser rebut amb hospitalitat i estima; en aquella ocasió vaig poder comprovar la seva gran afició al ponx, que barrejava amb altres begudes i prenia, veritablement, amb poca mesura. Era molt aficionat al billar, i jugàvem junts força partides, encara que sempre em guanyava. Va ser un home de cor bondadós i el seu ànim estava constantment disposat a complaure els altres. Només es mostrava una cosa diferent quan interpretava la seva música: era capaç d'interrompre la seva execució si escoltava el soroll més petit. Oferia concerts cada diumenge, als quals jo no recordo haver faltat en cap ocasió.
Dels testimoniatges directes de l'aparença del compositor, diversos experts sobre la vida de Mozart conclouen que era un home de poca alçada (feia uns 152 cm), molt prim i pàl·lid. De la seva poca altura dona fe el diari del comte Ludwig von Bentheim-Steinfurt, aristòcrata contemporani de Mozart que va assistir a un dels seus concerts, celebrat el 15 d'octubre en el Teatre Municipal de Viena, en el qual Mozart va interpretar algunes peces. En l'entrada corresponent al 15 d'octubre, el comte afirma que «el senyor Mozart és un home petit, de figura agradable». De la seva pal·lidesa, la seva poca alçada i la seva primesa ho confirmen, així mateix, uns comentaris redactats el 1792 per Maria Anna Mozart, la germana de Wolfgang, per a la futura biografia de Friedrich Schlichtegroll:
Els pares de Mozart eren a la seva època la parella més ben plantada de Salzburg, i en els seus anys de joventut la filla passava per posseir una bellesa notable. Però el fill, Wolfgang, era petit, prim, de complexió pàl·lida i sense cap aspecte extraordinari en la seva aparença externa.
Presentava un rostre corrent, que estava marcat per les cicatrius de la verola que va patir en la seva infància, i en el qual destacava un bon nas. Els seus ulls eren grans i clars (pel que sembla, de color blau intens) i lluïa una cabellera abundant i espessa, de cabell fi i color trigueny, recollit en una cua. Les seves mans eren de grandària mitjana, amb dits llargs i fins, i la seva boca era petita. A l'orella esquerra de Mozart li faltava la circumvolució usual o petxina (aquesta rara malformació congènita es coneix ara en la literatura mèdica amb el nom de «orella de Mozart»; vegeu la imatge).
Era bastant maldestre en la manipulació d'objectes, més encara com més petits eren, i no podia parar de joguinejar o tamborinar amb les mans quan parlava amb algú o quan menjava: el seu cos sempre estava en moviment.
Pel seu costat, Constanze va escriure més tard que «era un tenor, bastant suau en l'oratòria i delicat en el cant, però quan alguna cosa l'excitava, o era necessari esforçar-se, era tan poderós com enèrgic».

### Malalties
Donada la seva complexió prima i feble, Mozart va ser ja des dels sis anys d'edat una nen que va patir nombroses malalties al llarg de la seva vida, les quals van anar deteriorant gradualment la seva salut fins a desembocar en la seva mort prematura, quan tenia només trenta-cinc anys. Va contreure una infecció per estreptococ en les vies superiors el 1762; més endavant va patir un eritema que el doctor Peter J. Davies, de l'Hospital St. Vincent de Melbourne (Austràlia), considera probable d'origen per estreptococs. Aquest mateix any, va contreure una nova infecció per estreptococs i va patir un lleu atac de febre reumàtica. El 1764, va sofrir una amigdalitis, i en 1765 la va tornar a patir, en aquest cas complicada amb sinusitis. A finals d'aquest any, va patir una febre tifoide endèmica que el va portar a un estat comatós. L'any següent va patir un nou atac de febre reumàtica. El 1767, va contreure la verola. Tres anys després sofriria una congelació durant els seus viatges per Itàlia, i el 1771 va patir una traqueobronquitis amb icterícia. Tres anys més tard, va patir un abscés dental agut, i quatre anys després, una bronquitis.
Als vint-i-cinc anys d'edat, el 1781, va contreure una infecció viral, però va ser el 1784 quan va patir una greu malaltia a Viena, els símptomes de la qual són còlics terribles que acabaren en vòmits violents, i febre reumàtica inflamatòria, que van poder originar una malaltia renal crònica. Es considera que en aquesta infecció es troben els orígens de la seva mort set anys més tard. El 1787, Mozart «va tornar a contreure una infecció estreptocòcica que va originar una segona aparició de la síndrome de Schönlein-Henoch; a més, els seus ronyons, ja en mal estat, van quedar encara més danyats».

### Retrats i imatges del compositor

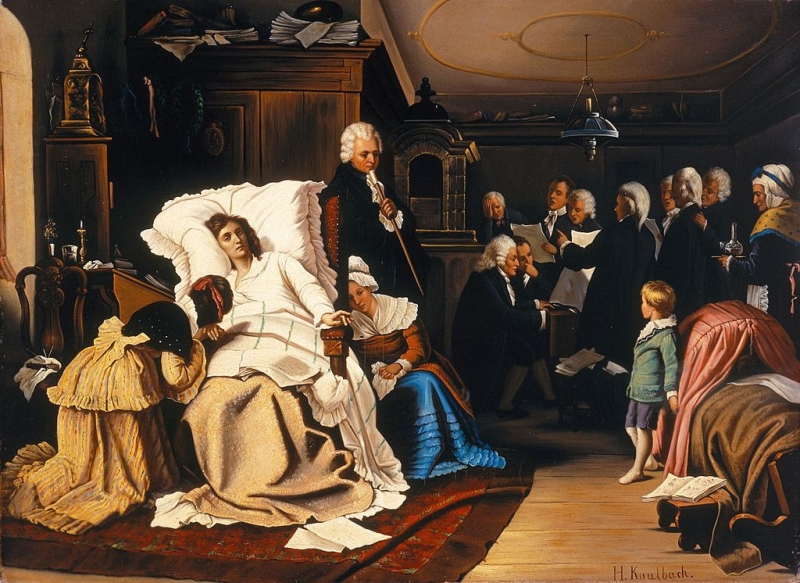
Mozarts letzte Tage (Últims dies de Mozart) de Hermann von Kaulbach (1873). Malgrat la seva qualitat artística, aquest retrat va ser pintat vuitanta-dos anys després que Mozart morís, per la qual cosa l'aspecte físic del compositor no és representat amb molta rigorositat.

En l'actualitat, de Mozart, existeixen més de seixanta retrats i representacions pictòriques de tot tipus, malgrat que gran part d'elles són posteriors i presenten una escassa fidelitat.
Arthur Hutchings opina sobre la contradicció que es produeix entre la gran quantitat d'obres plàstiques que el representen i l'escàs valor iconogràfic de les mateixes amb la sentència: «Massa imatges». Per la seva banda, Alfred Einstein, també expert en Mozart, va donar la seva opinió sobre aquests retrats: 
No tenim res que ens doni una idea de l'aspecte físic de Mozart, excepte escassos i mediocres llenços que no guarden ni tan sols afinitat entre si.
A excepció de l'artista francès Jean-Baptiste Greuze, cap altre pintor rellevant va reproduir fidelment el físic de Mozart. D'altra banda, una de les característiques d'algunes escoles de la pintura del segle xviii és la falta de fidelitat al model reproduït.
El 1923 el musicòleg Arthur Schuring va afirmar:
Mozart ha estat el compositor cèlebre de qui s'han realitzat més retrats ficticis, un material pictòric que ha contribuït en excés a confondre les posteriors generacions pel que fa al seu aspecte.
Aquestes declaracions van portar als musicòlegs i historiadors de l'art a in iniciar una rigorosa anàlisi de totes les pintures, esbossos, dibuixos, camafeus i gravats que existien del compositor. La conclusió va ser que només vuit obres, d'un interès desigual, van ser elaborades per autors que van conèixer directament a Mozart, o bé mitjançant esbossos inspirats en dibuixos realitzats al natural. A partir d'aquesta selecció, les «pintures biogràfiques» de Mozart s'han publicat amb més rigor.

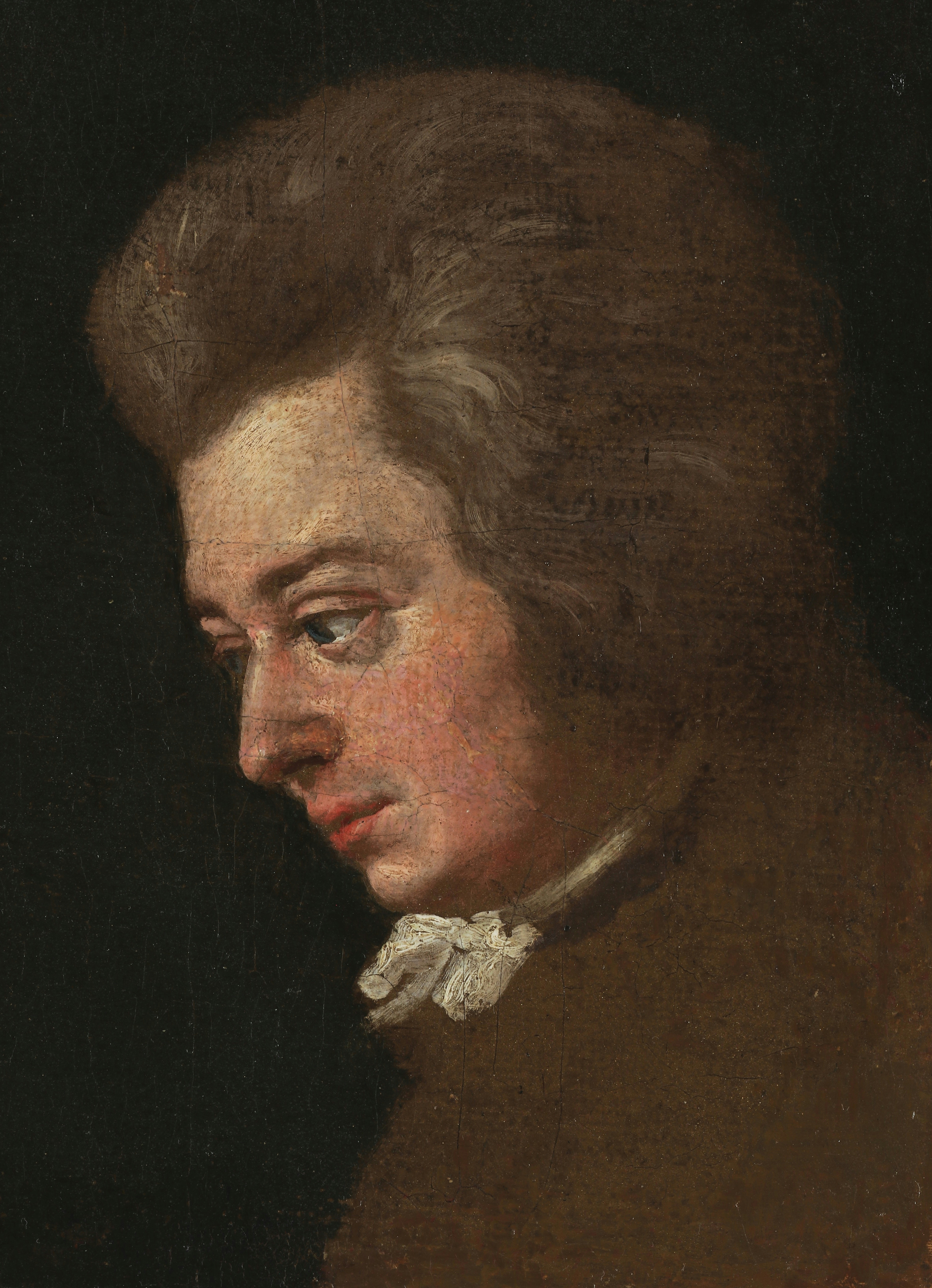
Detall del retrat inacabat de Mozart al piano, obra del seu cunyat Joseph Lange, pintat en 1781-82. Est és considerat per Constanze com el millor de tots els retrats del seu marit.

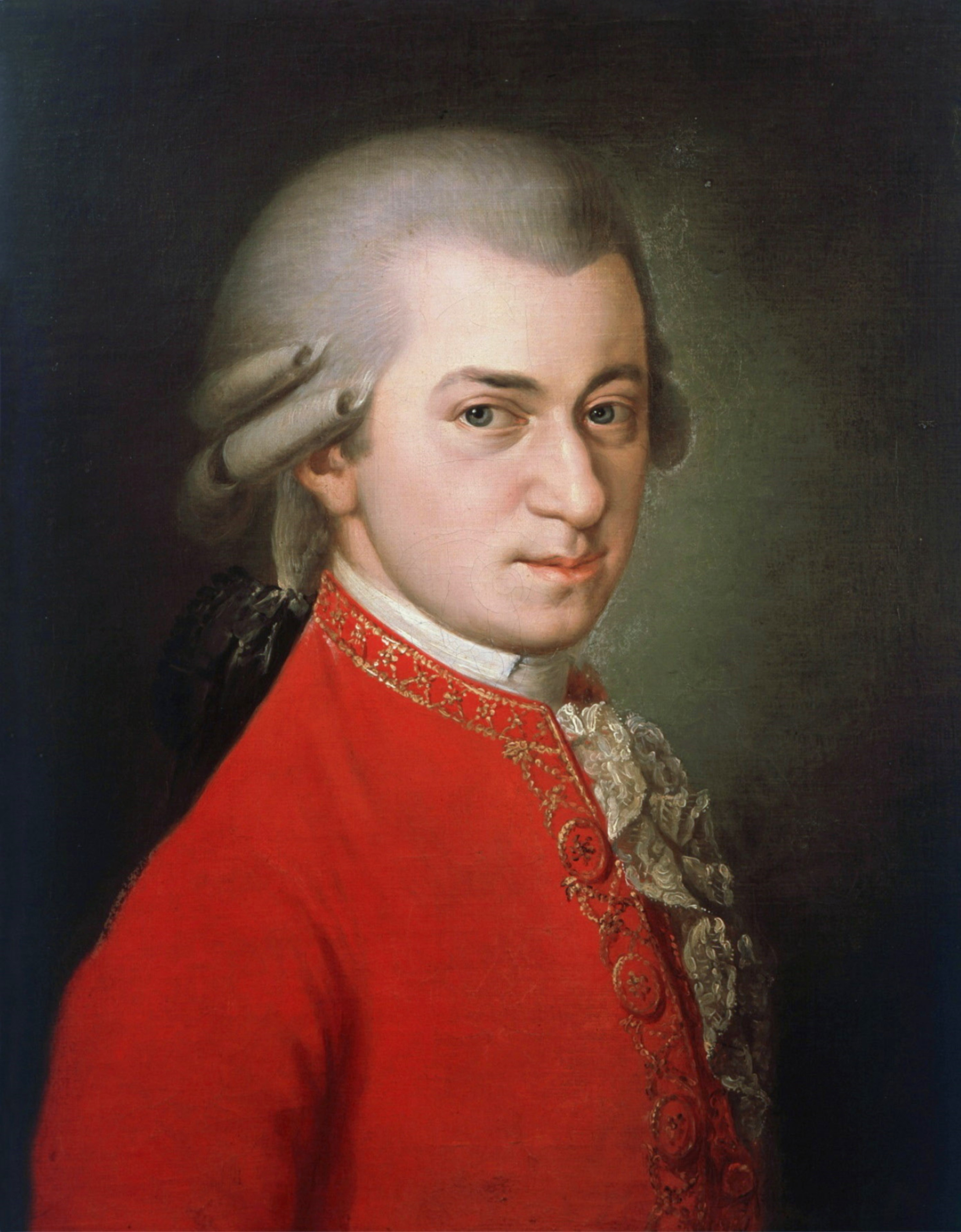
Retrat acabat per Barbara Krafft el 1819. El retrat, malgrat haver estat pintat gairebé trenta anys després de la mort del compositor, es considera una de les seves representacions més fidels, ja que l'autora va fer servir com a model tres obres fidels a l'original que la germana de Wolfgang va posar a la seva disposició. Fou un encàrrec de Joseph Sonnleithner, amb intenció d'incloure-ho en la seva galeria de compositors.

D'aquesta forma, sembla oportú assenyalar una relació d'autors, contemporanis al compositor, que van signar retrats poc rigorosos de Mozart: Pompeo Girolamo Battoni, François Joseph Bosio, Breitkopf, Joseph Duplessis, Nicolò Grassi, Jean-Baptiste Greuze, Klass, Langernhöffel, Rigaud, Saint-Aubin, Van Smissen, Thelott, Tischbein, Johann Zoffany. No obstant això, l'estudi d'aquests retrats pot resultar interessant, ja que, àdhuc no sent fidels als trets físics del compositor, aporten importants dades iconogràfiques, ja sobre instruments musicals, ja sobre altres personalitats que en ells figuren.
A l'anterior llista d'autors, entre els quals es troben alguns grans noms de la pintura, cal afegir a tots els artistes del segle XIX que van representar a Mozart, com Hermann von Kaulbach (el retrat del qual del compositor es reprodueix en el marge esquerre) o Shields, que ofereixen una visió purament romàntica i poc rigorosa de l'aspecte físic del geni de Salzburg. D'aquesta afirmació caldria excloure el retrat realitzat per Barbara Krafft el 1819 ja que, malgrat haver estat pintat gairebé trenta anys després de la mort del compositor, es considera una de les seves representacions més fidels. Krafft es va basar en tres retrats fets en vida de Mozart i considerats per la germana del compositor com de gran semblant amb el geni. Així, Krafft va prendre com a models el retrat de família de Della Croce (1780-1781) i l'oli inacabat de Joseph Lange (1789-1790, reproduït en el marge dret), que li van ser facilitats per la mateixa germana de Mozart, a Salzburg.
Al marge de tot estudi iconogràfic, els coneixements actuals sobre la similitud dels retrats pel que fa a la figura de Mozart es basen més aviat en opinions que suposin una font fiable, com, per exemple, el testimoniatge i les descripcions d'algun dels seus amics, de la seva esposa o del seu fill major, Karl Thomas Mozart.
Finalment, cal esmentar que el retrat de Mozart realitzat pel seu cunyat, Joseph Lange (cap a l'any 1789) és considerat actualment com la representació més fidel del compositor. Lange era el marit de la germana major de Constanze, Aloysia Weber, i treballava com a actor en el Burgtheater de Viena. Malgrat ser tan sols un afeccionat a la pintura, la seva obra va ser considerada per Constanze com el millor de tots els retrats del seu marit afirmant:
Sens dubte, el pintat pel marit de madame Lange que, tot i tractar-se d'una obra inacabada, presenta una semblança admirable.
Maria Anna Mozart, germana del compositor, també va admetre que la semblança del retrat amb el model era sorprenent.

## Vestuari
A Mozart, igual que a Constanze, li agradava la roba elegant, i sempre vestia a la moda i amb vestits cars, independentment de quin fos la seva situació econòmica. Això era així, en part, perquè concedia molta importància a l'aparença externa.
Mozart tenia una intensa activitat social, que incloïa obligacions com les d'aparèixer en les funcions de la cort, visitar els elegants salons de persones com Johann Tost i el canceller de la cort Greiner, i freqüentar els cercles i recepcions cortesanes de Praga en la seva qualitat de Hofcompositeur. La seva esposa assistia a molts d'aquests esdeveniments; això significa que els Mozart havien d'anar ben vestits, i el cabell de Mozart requeria una atenció constant. Es conserva el testimoni directe del seu perruquer, herr Haderlein:
Mentre li estava arreglant els cabells a Mozart un matí, just en el moment que estava acabant de fer-li la cua, de sobte Mozart es va aixecar d'un salt i, tot i que jo seguia amb la cua entre les mans, es va dirigir a l'habitació contigua, arrossegant-me darrere seu, i va començar a tocar el piano. Admirat davant la seva forma de tocar i davant la bella tonalitat de l'instrument –era la primera vegada que escoltava un piano com aquell–, vaig deixar anar la cua i no vaig acabar de pentinar-lo fins que es va aixecar. Un dia, quan jo estava passant la cantonada des de la Kärtnerstrasse cap a la Himmelpfortgasse per anar al servei de Mozart, va arribar ell a cavall, es va aturar i, mentre avançava uns passos, va treure una taula petita [de la butxaca] i es va posar a escriure música. Vaig tornar a parlar-li, preguntant-li si em podia rebre, i em va dir que sí.
El musicòleg Bernhard Paumgartner (1991) creu que Mozart no només va concedir importància al seu aspecte per raons socials, sinó també perquè patia una manca de qualitats físiques. Es diu que l'actor Backhaus el va confondre amb un oficial de sastre, i al poeta Johann Ludwig Tieck, que el va veure a Berlín el mes de maig de 1789, passejant inquiet pels faristols d'una sala buida i fosca en la qual anava a representar-se El rapte del serrallo (KV 384), li va semblar un home de figura trivial. També el sociòleg Norbert Elias (2002) incideix en la insignificança del seu aspecte, encara que assenyala que el seu semblant resultava amable i humanament grat.
No existeix cap dada sobre com vestia Constanze Mozart, però sí es coneix com era la indumentària del seu marit en 1791, gràcies a l'Ordre de Suspensió redactada al desembre d'aquest mateix any, després de la mort de Mozart. Aquest document posseeix un inventari de la seva roba i els efectes personals:
1. 1 casaca blanca de drap.
2. 1 ídem blau.
3. 1 ídem vermella.
4. 1 ídem de color naquín.[nota 8]
5. 1 ídem de color setí marró [braun = brune de marine?] amb calçons, brodada en seda.[nota 9]
6. 1 vestit sencer de roba negre.
7. 1 abric marró.
8. 1 ídem de roba més lleugera.
9. 1 casaca de roba blava amb pell.
10. 1 ídem Kiria amb adorns de pell.
11. 4 armilles variades, 9 calçons variats, dos barrets corrents, 3 parells de botes, 3 parells de sabates.
12. 9 parells de mitges de seda.
13. 9 camises.
14. 4 mocadors de coll de color blanc, 1 capell de dormir, 18 mocadors de butxaca.
15. 8 calçotets, 2 camises de dormir, 5 parells de mitges.

Un vestuari semblant era el que podria tenir un comerciant acomodat: es tracta de roba cara i luxosa. Kelly ho va recordar en un assaig de la següent forma: 
Estava sobre l'escenari amb la seva pellissa carmesí i el bicorn amb puntes d'or, marcant el tempo de la música a l'orquestra.
El vestuari de Mozart sembla haver estat comprat segons l'última moda; segons H. C. Robbins Landon, musicòleg i expert en la vida i obra de Mozart, probablement va haver d'adquirir roba elegant per a les festes de la coronació de Frankfurt, per assistir als concerts públics i les recepcions privades. El següent extracte d'un diari coetani dona una idea de la moda del moment:
Els calçons curts ja fa temps que es porten... d'estam (per a diari) i, a l'estiu, de color palla; també en gris cendra i el naquin couleur sur couleur a ratlles (l'última moda); també en tela blanquinosa, verdosa o color sofre... Una altra peça molt usada és l'armilla... Ara comencen a arribar de Manchester [cotó] llis, a ratlles o a quadres... També comencen a portar-se les botes... si s'usen sabates és amb... mitges de seda grisa perla. [L'abric] arriba gairebé fins a les sabates i es fa servir en tots els colors.
S'inclou una il·lustració de «un alemany elegant vestit a l'última moda» i es descriu el seu vestit:
El cavaller elegant és una combinació d'anglès i francès: 1) El pentinat en Grecque carré à dos d'âne; 2) un mocador anglès de mussolina negra; 3) una casaca anglofrancesa; 4) una armilla en fond filoche; 5) calçons ajustats en bleu mignon o estam de color blau fort; 6) dues cadenes de rellotge grans; 7) mitges de seda a quadres blaus i blancs; 8) se segueixen portant les sabates negres; 9) a la mà un barret a l'Andromane, amb folre de color de rosa, perquè el barret és més per a la mà que per al cap.
Després de la mort del compositor, els seus béns es van taxar en 595 florins i 9 kreutzer, dels quals 55 florins corresponien a vestuari i roba interior. Entre els deutes pendents (que sumaven 918 florins i 16 kreutzer) hi havia tres factures considerables entre les quals es trobava la d'un sastre, a qui devia 282 florins i 7 kreutzer.

## Personalitat i creences
El tret més característic de la personalitat de Mozart era el seu optimisme. Quan el matrimoni de músics i editors anglesos Vincent i Mary Novello es van entrevistar amb Constanze en 1829 i li van preguntar pel caràcter del seu marit, ella va respondre sense vacil·lar: «Sempre estava alegre».
La majoria dels investigadors apunten al fet que Mozart presentava un caràcter infantil i, fins i tot, una mica irresponsable, que li portava, de vegades, a prendre decisions impulsives. Aquesta idea es veu recolzada en un text redactat el 1792 per Maria Anna Mozart, germana de Wolfgang, redactat per la futura biografia de Friedrich Schlichtegroll:[12]
Amb l'excepció de la seva música, va continuar sent un nen i aquesta és la característica principal del costat fosc de la seva personalitat: sempre va precisar un pare, una mare o algú que vetllés per ell; era incapaç d'administrar els diners; es va casar, contra la voluntat del seu pare, amb una jove que no era gens adequada per a ell, i d'aquí el gran desordre que hi va haver a casa durant i després de la seva mort.
Mozart també va ser descrit pels seus contemporanis com un home hospitalari, generós, gelós del seu propi geni i addicte al treball. D'altra banda, tenia una gran autoestima i, en ocasions, podria resultar una miqueta orgullós. Malgrat no estar dotat d'una gran força psicològica, va arribar fins als seus últims dies amb una enteresa sorprenent en tots els aspectes. Era extravertit, sociable i inconformista, ja que es negava a acceptar l'«estatus» de servents que tenien els músics de l'època, la qual cosa li va ocasionar bastants problemes al llarg de la seva vida.
Sobre aquest inconformisme social cal citar la ruptura amb el qual havia estat el seu mecenes i protector des de la infància, Hieronymus von Colloredo, Príncep-arquebisbe de Salzburg, qui gaudia d'una excel·lent relació amb el pare del compositor. Mozart mai va deixar de ser músic en la cort arquebisbal de Salzburg de forma oficial. A causa del seu esperit alegre i cosmopolita, el compositor es va anar distanciant progressivament de l'arquebisbe, qui el considerava «un jove insolent». Colloredo el va fer anar a Viena el 1781 per donar-li un ultimàtum per la seva irresponsable actitud; Mozart va arribar a la ciutat per reunir-se amb ell el dia 16 de març. En aquesta trobada, va tenir lloc un dur enfrontament entre tots dos, que va desembocar en la presentació d'una carta de renúncia per part de Mozart, i va concloure amb la cèlebre «puntada de comiat» que el comte Arco, membre de la cort arquebisbal, li va etzibar al cul de Mozart. L'arquebisbe, conscient de la vàlua de Mozart com a compositor, es va negar a signar la carta de renúncia que aquest li havia presentat, la qual cosa va convertir a Mozart durant la resta dels seus dies en un vassall fugitiu, condició perillosa en l'Europa del segle xviii.
Quina manera de estovar la gent! No es va atrevir per covardia a dir res a l'arquebisbe i em va mantenir pendent d'un fil durant un mes per, finalment, donar-me una puntada de peu al darrere. Quin procedir!
Leopold se sentia profundament preocupat pel temor a perdre el seu salari, ja que Wolfgang li va escriure enfellonit enumerant-li les nombroses represàlies que pensava dur a terme contra el comte. Es tracta d'una carta molt interessant, mentre que mostra la faceta més reivindicativa de Mozart, molt vinculada amb l'esperit de la Il·lustració:
... Escriuré molt aviat a aquest home malfat per dir-li què en penso, i quan es posi davant els meus ulls li donaré una puntada de peu que la recordarà a les seves carns per sempre... Tot i no ser comte, tinc més gallardia i honor al meu cor que molts dels que gaudeixen de tal títol. Qui m'insulti, ja sigui lacai, ja comte, mereixerà el meu menyspreu.
En realitat, els temors de Leopold eren infundats, ja que Mozart era de caràcter pacífic, tranquil i amable; era poc donat a la violència, i només en els seus escrits afloren trets de venjança física.
En general, Mozart treballava durant molt temps i amb energia, acabant composicions a un gran ritme a causa dels ajustats terminis. Sovint feia esbossos i esbossos encara que, a diferència de Ludwig van Beethoven, no s'han conservat, ja que Constanze els va destruir després de la seva mort. Pel que fa a les seves pròpies composicions, Mozart solia jutjar-les amb imparcialitat, i sovint amb una severitat i rigor que no hauria suportat fàcilment de cap altra persona.
Quant a la gestió dels diners, Mozart era bastant despreocupat, però no tant com s'ha arribat a dir. En algunes ocasions va fer despeses de forma excessiva, i va dependre durant anys dels préstecs que li feien alguns amics, especialment Johann Michael Puchberg. D'altra banda, i des que es va instal·lar a Viena, Mozart va viure llargs períodes en els quals no tenia un salari fix. Una vegada, en un viatge que el compositor va fer a Berlín, el rei Frederic Guillem II de Prússia li va proposar tres mil escuts d'honoraris si s'instal·lava en la seva cort i s'encarregués de la direcció de la seva orquestra. Mozart va rebutjar la proposta, replicant: «M'agrada viure a Viena; l'emperador em vol, i els diners m'importen poc». Els editors de música i empresaris de teatre van abusar del conegut desinterès de Mozart pels diners, fins a tal punt que la major part de les seves composicions per a piano no li van produir guanys. Així mateix, les representacions de les òperes de Mozart a Alemanya li van reportar fama, però no diners, a causa de la inexistència de «drets de representació»; i els editors alemanys podien reimprimir al seu antull la música de Mozart sense consultar-li, ja que tampoc existia una llei de propietat intel·lectual.
Va ser educat segons la moral catòlica, però sense coacció ni traves espirituals que poguessin desviar la lliure iniciativa del geni. Va ser un membre lleial de l'església catòlica en totes les etapes de la seva vida, malgrat pertànyer a la francmaçoneria durant els últims set anys de la seva vida. Això era possible a causa que en l'època de Mozart, la francmaçoneria es considerava una prolongació il·lustrada de les creences cristianes, de manera que ser catòlic i maçó no era excloent, sinó perfectament compatible.

## Formació i qualitats intel·lectuals
Mozart era una persona culta i il·lustrada, que dominava quatre llengües (alemany, italià, francès i anglès, i tenia coneixements avançats de llatí), experimentava un profund interès per la lectura, especialment per les obres de William Shakespeare, i se sentia atret per les belles arts (sembla que en algun moment va agafar llapis i pinzells). El propi Leopold Mozart se sentia molt orgullós de l'educació que havia proporcionat al seu fill, vanant-se que Wolfgang havia rebut una cultura més sòlida que els nois que acudien a la cèlebre Escola Imperial de Viena, on es van formar Haydn i Schubert, la formació de la qual incloïa un acurat ensenyament del llatí i de la música, tant en el camp instrumental com en el vocal. Arthur Hutchings, musicòleg i especialista en la vida i l'obra de Mozart, afirma que el geni va rebre una educació bastant completa, sent idònia almenys en l'àmbit musical.
Posseïa una gran habilitat en les llengües i per a les matemàtiques (especialment, l'àlgebra), la seva matèria favorita en la infantesa. D'altra banda, tenia oïda absoluta, qualitat innata molt valuosa en la música, així com una prodigiosa memòria fotogràfica i auditiva, que li permetia retenir les idees en el seu cap durant anys. D'aquestes dues qualitats dona testimoniatge la cèlebre anècdota del Miserere de Gregorio Allegri: aquesta musicalització del salm cinquanta, un dels millors exemples de l'estil polifònic renaixentista italià, s'interpretava dues vegades cada Setmana Santa, una el Dimecres Sant i una altra el Divendres Sant, en la Capella Sixtina. Considerada patrimoni del Vaticà, es prohibia l'execució de l'obra fora de la Capella, sota pena d'excomunió per qui la copiés. No obstant això, en el seu viatge a Itàlia en la Setmana Santa de 1770, Mozart va assistir amb el seu pare a la interpretació del Miserere del dimecres en la Capella Sixtina, i es va proposar retenir-ho de memòria. Així, quan aquella nit va tornar a la fonda on s'allotjava, ho va posar per escrit. Dos dies després, el divendres, va tornar a presenciar la interpretació de l'obra i, dissimulant el manuscrit en el barret, va poder fer algunes correccions. En arribar la proesa a oïdes del papa Clement XIV, aquest no només no va excomunicar a Mozart, que llavors tenia catorze anys d'edat, sinó que va decidir guardonar-ho nomenant-ho cavaller de l'Ordre de la Esperó d'Or en el seu primer grau.

## Entorn
Mozart va viure al centre del món musical vienès i coneixia molta gent i diversa: companys músics, intèrprets teatrals, amics que com ell s'havien mudat des de Salzburg i molts aristòcrates, incloent algun conegut de l'emperador José II d'Àustria. Va comptar amb nombrosos amics entre els intel·lectuals, i assistia assíduament a les vetllades celebrades en els salons de les famílies assenyalades en les quals es donaven cita artistes i pensadors; no obstant això, la seva presència en aquestes reunions va ser fent-se cada vegada més esporàdica a mesura que la seva vinculació amb la maçoneria s'estrenyia.
Solomon considera que els tres amics més propers al compositor serien Gottfried Janequin, el comte August Hatzfeld i Sigmund Barisani. Molts altres van incloure entre les seves amistats al seu vell col·lega Joseph Haydn, els cantants Franz Xaver Gerl i Benedikt Schack i el trompista Joseph Leutgeb. Leutgeb i Mozart van mantenir un curiós tipus de burles amistoses, sovint sent Leutgeb l'objecte de les bromes pesades de Mozart.

## Aficions
Gaudia jugant al billar, possiblement perquè era una forma de fer exercici. També li encantava el ball, especialment les festes de disfresses, a les quals sempre hi anava disfressat d'arlequí. Tenia diversos animals domèstics: un canari, un estornell, un gos i també un cavall per a equitació lúdica. No hi ha ni el més mínim indici que Mozart es dediqués al joc (excepte el billar o les partides casolanes de cartes, amb apostes petites) i, per descomptat, no anava als famosos locals de joc vienesos, ja que, entre altres coses, el seu poder adquisitiu no ho permetia. Li agradava prendre cafè en tassa, així com fumar en pipa, però amb moderació.
Especialment en la seva joventut, Mozart sentia una especial predilecció per l'humor escatològic, no tan insòlit en el seu temps, que s'aprecia en moltes de les seves cartes que han sobreviscut, especialment aquelles escrites a la seva cosina Maria Anna Thekla Mozart (al voltant de 1777 i 1778), però també en la correspondència amb la seva germana Nannerl i els seus pares. Mozart fins i tot va escriure música escatològica, com el cànon Leck mich im Arsch KV 231 (literalment «Llepa'm el cul», de vegades idiomàticament traduït com a «Besa'm el cul» o «Embussa't»).

## Rutina diària
Com pot desprendre's d'un text escrit pel mateix Mozart, el seu programa diari el 1782 era el següent:
A les sis, sempre estic pentinat. A les set, completament vestit. Després escric fins a les nou. Des de les nou fins a la una, dono classe. Després com, quan no hi estic convidat, i en aquest cas el dinar és a les dues oa les tres. No puc treballar abans de les cinc o les sis, i sovint m'ho impedeix una acadèmia; (nota 16) si no, escric fins a les nou del vespre [...]. A causa de les acadèmies i de l'eventualitat de ser sol·licitat aquí o allà, mai no tinc la seguretat de poder compondre a la tarda, de manera que tinc el costum (sobretot quan torno d'hora) d'escriure alguna cosa abans de posar-me al llit. Sovint ho faig fins a la una, per aixecar-me un altre cop a les sis.
Mesos després de redactar aquest escrit, Mozart es va casar amb Constanze Weber; per tant, la seva rutina va sofrir certes modificacions des d'aquest moment. No obstant això, i segons recullen diverses entrades del seu diari posteriors a l'enllaç matrimonial, la vida diària de Mozart com a casat presentava una organització bastant similar, incloent algunes activitats noves, com els passejos a cavall al matí d'hora, i les partides de billar amb la seva esposa a la tarda.[75][76]

### Mètode de composició
En general, Mozart treballava amb energia, acabant composicions a un gran ritme a causa dels ajustats terminis de lliurament i a l'acumulació d'encàrrecs. Dedicava entre cinc i set hores diàries a compondre, en funció de si tenia o no algun concert, les quals solien repartir-se entre la primera part de la tarda i la nit.
És molt coneguda la rapidesa amb la qual componia Mozart. En una carta a la seva mare, la germana del compositor, Nannerl, fa broma i diu que el seu germà està escrivint una sonata mentre en va component una altra mentalment.
D'aquesta forma, Mozart va trigar un mes a escriure el Concert per a piano núm. 21, de vuitanta-tres pàgines d'extensió —molts compositors haurien trigat un mes sol a copiar un concert tan llarg.
Mozart va ser capaç d'escriure la seva Simfonia «Linz», KV 425, en tan sols cinc dies, durant el seu període vacacional en aquesta ciutat. Aquest fet queda reflectit en la correspondència de Wolfgang amb el seu pare:
«Dimarts 4 de novembre donaré una acadèmia al teatre d'aquí, i com que aquí no tinc a mà ni una sola simfonia, estic escrivint una nova a matacaballo, que ha d'estar acabada aleshores...» (Carta de Wolfgang Amadeus Mozart al seu pare, amb data del 31 d'octubre del 1783, a Linz.)
Un altre exemple de la seva velocitat compositiva es troba en l'obertura de l'òpera Don Giovanni, en la qual Mozart va treballar tan sols la nit abans de la primera representació i quan ja havia tingut lloc l'assaig general.
Mozart no tenia per costum fer còpies de les seves composicions, de manera que les escrivia directament en la versió definitiva, sense recórrer a un esborrany previ.[88] No obstant això, les seves partitures autògrafes presenten sorprenentment poques correccions i revisions, ja que Mozart posava per escrit una obra tan sols quan aquesta havia estat ja acabada en la seva ment.
Mozart solia seguir un procés de composició molt peculiar, que es caracteritzava perquè no acabava una obra al complet, sinó que deixava en la partitura espais en blanc dels quals estava segur que seria capaç de enrecordar-se transcorregut un temps, i quan s'aproximava la data de lliurament o d'estrena de l'obra, completava els buits. D'aquesta forma, aconseguia optimitzar el temps de treball en les diferents composicions, donant-li preferència a aquelles amb dates de lliurament o estrena més properes.
El mètode de treball que solia seguir Mozart era el de completar la part dels primers violins, la dels segons violins en cas necessari, i el baix i la resta de les parts, generalment de caràcter solista, si ho considerava necessari per ajudar a la seva memòria.
En el cas d'una gran obra vocal, com la Gran Missa (KV 427) o el Rèquiem (KV 626), Mozart anotava el cor, el baix continu i les seccions de ritornello de l'orquestra, i també normalment els primers violins i les entrades complicades, polifòniques o canòniques, de la corda o de les seccions solistes de la fusta.
Amb una particella d'aquestes característiques, Mozart podia tenir guardada fins i tot una obra d'importància fins a tres anys, com va fer amb el Concert per a piano núm. 27 (KV 595), per desempolsar-lo i «emplenar-lo» al seu moment.